# 美駒信用組合
美駒信用組合（みこましんようくみあい）は、かつて山梨県韮崎市に本店を置いていた信用組合である。営業地域は、山梨県峡北地域及び長野県南佐久郡などであった。

## 沿革

### 前身の信用組合

#### 武田信用組合
- 1955年　9月 -「韮崎信用組合」設立
- 1955年 12月 -「長坂商工信用組合」設立
- 1959年　6月 - 長坂商工信用組合が「甲陽信用組合」に改称
- 1983年 11月 - 甲陽信用組合が「山梨甲陽信用組合」に改称
- 1988年 10月 - 韮崎信用組合と山梨甲陽信用組合が合併し、武田信用組合となる[1]。

#### 巨摩信用組合
- 1959年 12月 - 巨摩信用組合 設立

### 美駒信用組合の誕生と消滅
- 1998年 10月 - 武田信用組合と巨摩信用組合が合併し、美駒信用組合となる[2]。
- 2002年　8月 - 経営破綻した上田商工信用組合の事業の一部を譲受[3]
- 2004年　2月 - 美駒信用組合が、甲府中央信用組合・谷村信用組合・やまなみ信用組合と合併し、山梨県民信用組合となる[4]。